# Nancye Wynne Bolton
Pour les articles homonymes, voir Bolton.
Nancye Wynne, née le 2 décembre 1916 à Melbourne et morte le 9 novembre 2001 à Melbourne, est une joueuse de tennis australienne. Elle a joué du milieu des années 1930 jusqu'au début des années 1950. Elle est aussi connue sous son nom de femme mariée, Nancye Wynne Bolton.
Pendant sa carrière, interrompue par la Seconde Guerre mondiale, elle a remporté six fois les Internationaux d'Australie en simple, soit la deuxième meilleure performance de tous les temps, derrière sa compatriote Margaret Smith (onze titres) et devant Daphne Akhurst (cinq).
En y ajoutant ses succès en double dames et double mixte, elle porte ce total à vingt – toujours deuxième derrière Smith (21).
Elle ne s'est jamais imposée dans l'un des trois autres tournois du Grand Chelem, s'y étant engagée en de peu nombreuses occasions.
Elle est membre du International Tennis Hall of Fame depuis 2006.

## Parcours en Grand Chelem (partiel)
Si l’expression « Grand Chelem » désigne classiquement les quatre tournois les plus importants de l’histoire du tennis, elle n'est utilisée pour la première fois qu'en 1933, et n'acquiert la plénitude de son sens que peu à peu à partir des années 1950.